# Carpa
Carpa (volledig: Isola Carpa) is een klein rotseilandje in de La Maddalena-archipel voor de kust van het Italiaanse eiland Sardinië.
Het eilandje, dat tachtig bij zeventig meter meet, bestaat uit roze graniet en is gelegen in de wateren tussen de grotere eilanden Budelli en Santa Maria. Het hoogste punt van het eiland ligt op negen meter boven de zeespiegel.
Het IOTA-nummer van Carpa is, zoals voor de meeste andere eilanden in de archipel, EU-041. De Italian Islands Award-referentie (I.I.A., gegeven aan natuurlijke eilanden) was SS-025. Inmiddels heeft het in de Mediterranean Islands Award de code MIS-113.